# 易门滇紫草
易门滇紫草（学名：Onosma decastichum）为紫草科滇紫草属的植物，是中国的特有植物。分布在中国大陆的云南等地，生长于海拔1,250米的地区，多生在灌丛草地以及山坡荒草地，目前尚未由人工引种栽培。